# David Laird

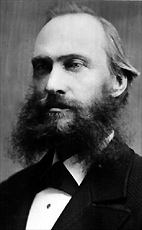
David Laird

David Laird, PC (* 12. März 1833 in New Glasgow, Prince Edward Island; † 12. Januar 1914 in Ottawa) war ein kanadischer Politiker und Journalist. Er war von 1873 bis 1876 liberaler Abgeordneter des Unterhauses und gehörte während dieser Zeit als Innenminister der Bundesregierung an. Von 1876 bis 1881 amtierte er als Vizegouverneur der Nordwest-Territorien.

## Biografie
Der Sohn von Alexander Laird, einem aus Schottland stammenden Schiffbauer und Politiker, erhielt seine höhere Schulbildung an der Central Academy in Charlottetown. Anschließend studierte er am theologischen Seminar der Presbyterianer in Truro (Nova Scotia). Anstatt Priester zu werden, gründete Laird 1859 in Charlottetown die Zeitung Patriot, die sich zur führenden liberalen Publikation auf Prince Edward Island entwickelte. In den folgenden Jahren übernahm er auf lokaler Ebene verschiedene Ämter. 1864 heiratete er die Tochter des damaligen Postministers Lemuel Owen.
1871 wurde Laird in das Parlament von Prince Edward Island gewählt. 1872 gehörte er kurze Zeit der Regierung an, im darauf folgenden Jahr verhandelte er in Ottawa über den Beitritt der Kolonie zum 1867 entstandenen kanadischen Bundesstaat. Im September 1873 wählten die Bürger von Prince Edward Island erstmals ihre Vertreter für das kanadische Unterhaus. Laird trat für die Liberale Partei an und wurde im Queens County gewählt. Nach Auffliegen des Pacific-Skandals sorgten die neu hinzugekommenen Abgeordneten für die Entscheidung beim Misstrauensvotum gegen den konservativen Premierminister John Macdonald.
Der neue Regierungschef Alexander Mackenzie nahm Laird am 7. November 1873 als Innenminister in das Bundeskabinett auf; gleichzeitig hatte er auch das Amt des Superintendenten für Indianerangelegenheiten inne. 1874 brachte er im Parlament den Indian Act durch, der bis heute die rechtliche Situation der First Nations regelt. Im selben Jahr handelte er mit den Cree und den Saulteaux den Vertrag Nr. 4 aus, der dem Bau der Canadian Pacific Railway den Weg ebnete.
Am 6. Oktober 1876 trat Laird als Abgeordneter und Minister zurück. Am darauf folgenden Tag wurde er zum Vizegouverneur der Nordwest-Territorien, die Vereidigung nahm Generalgouverneur Lord Dufferin vor. 1877 bestimmte Laird Battleford als neuen Verwaltungssitz der Nordwest-Territorien, welches damit Fort Livingstone ersetzte. Zu seinen wichtigsten Aufgaben gehörte die Einrichtung des Bildungswesens, der Aufbau der Infrastruktur sowie die Durchsetzung von Recht und Ordnung. Seine Amtszeit dauerte bis zum 3. Dezember 1881.
1882 kehrte Laird nach Charlottetown zurück und kandidierte erfolglos um einen Sitz im Unterhaus; auch 1887 unterlag er. Daneben widmete er sich wieder seiner Zeitung Patriot, bis er 1898 nach Winnipeg zog, nachdem Wilfrid Laurier ihn zum Indianeragenten für die Provinz Manitoba ernannt hatte. Von 1903 bis 1905 präsidierte er die Manitoba Historical Society. Ab 1909 arbeitete er in Ottawa als Berater des Department of Indian Affairs.
Die kanadische Regierung, vertreten durch den für das Historic Sites and Monuments Board of Canada zuständigen Minister, ehrte Laird am 31. Mai 1950 für sein Wirken und erklärte ihn zu einer „Person von nationaler historischer Bedeutung“.